# Moderne vijfkamp op de Olympische Zomerspelen
De moderne vijfkamp is een van de sporten die op de Olympische Zomerspelen worden beoefend.
De moderne vijfkamp (schermen, zwemmen, paardrijden, hardlopen en schieten) is uitgevonden door Pierre de Coubertin, vader van de moderne Olympische Spelen. Op de veertiende vergadering van het Internationaal Olympisch Comité (IOC), in 1911 in Boedapest, verklaarde de Coubertin "de Heilige Geest van de sport heeft mijn collega's verlicht en ze hebben een competitie aanvaard waaraan ik groot belang hecht." De geschiedenis van de vijfkamp is dus nauw verweven met die van de Spelen; tot aan de oprichting van de Union internationale de pentathlon moderne (UIPM) in 1948 werd de sport zelfs rechtstreeks beheerd door het IOC.
De sport stond voor het eerst op het programma van de Olympische Spelen van 1912 met het onderdeel mannen individueel en deze stond vanaf toen op elke editie op het programma. Op de elf edities van 1952-1992 stond het onderdeel mannen team als tweede onderdeel op het programma. Vanaf 2000 werd het onderdeel vrouwen individueel het tweede onderdeel op het programma.
De latere generaal George Patton werd vijfde in 1912; ironisch genoeg was het schieten zijn zwakste onderdeel. De moderne vijfkamp heeft altijd een bijzondere aantrekkingskracht uitgeoefend op militaire atleten, en het was pas in 1952 dat een niet-militair (Lars Hall) goud won.
De moderne vijfkamp staat als Olympische sport ter discussie omdat het door velen als esoterisch wordt ervaren, en omdat het moeilijk weer te geven is op televisie.
Voor de olympische spelen van 2028 wordt het onderdeel paardrijden vervangen door een hindernisloop.

## Onderdelen
| Onderdeel           | 12 | 20 | 24 | 28 | 32 | 36 | 48 | 52 | 56 | 60 | 64 | 68 | 72 | 76 | 80 | 84 | 88 | 92 | 96 | 00 | 04 | 08 | 12 | 16 | 20 | 24 | Totaal |
| ------------------- | -- | -- | -- | -- | -- | -- | -- | -- | -- | -- | -- | -- | -- | -- | -- | -- | -- | -- | -- | -- | -- | -- | -- | -- | -- | -- | ------ |
| Mannen individueel  | •  | •  | •  | •  | •  | •  | •  | •  | •  | •  | •  | •  | •  | •  | •  | •  | •  | •  | •  | •  | •  | •  | •  | •  | •  | •  | 26     |
| Vrouwen individueel |    |    |    |    |    |    |    |    |    |    |    |    |    |    |    |    |    |    |    | •  | •  | •  | •  | •  | •  | •  | 7      |
| Afgevoerd onderdeel |    |    |    |    |    |    |    |    |    |    |    |    |    |    |    |    |    |    |    |    |    |    |    |    |    |    |        |
| Mannen team         |    |    |    |    |    |    |    | •  | •  | •  | •  | •  | •  | •  | •  | •  | •  | •  |    |    |    |    |    |    |    |    | 11     |
| Totaal              | 1  | 1  | 1  | 1  | 1  | 1  | 1  | 2  | 2  | 2  | 2  | 2  | 2  | 2  | 2  | 2  | 2  | 2  | 1  | 2  | 2  | 2  | 2  | 2  | 2  | 2  | 44     |

## Medailles
De Hongaar András Balczó is de 'succesvolste medaillewinnaar' in de moderne vijfkamp, hij won drie gouden en twee zilveren medailles. De Sovjetrus Pavel Lednjov behaalde met zeven medailles (2-2-3) de meeste olympische medailles. Bij de vrouwen is er bij de vijf deelnames nog geen meervoudige medaillewinnares.

### Over alle onderdelen
Onderstaande tabel geeft de top van meervoudige medaillewinnaars over alle onderdelen bij de moderne vijfkamp weer.
|    | NOC     | Olympiër              | Jaren     | Goud | Zilver | Brons | Totaal |                   |
| -- | ------- | --------------------- | --------- | ---- | ------ | ----- | ------ | ----------------- |
| 01 | HUN     | András Balczó         | 1960-1972 | 3    | 2      | 0     | 5      | individueel, team |
| 02 | URS     | Pavel Lednjov         | 1968-1980 | 2    | 2      | 3     | 7      | individueel, team |
| 03 | URS     | Igor Novikov          | 1956-1964 | 2    | 2      | 0     | 4      | individueel, team |
| 04 | SWE     | Lars Hall             | 1952-1956 | 2    | 1      | 0     | 3      | individueel, team |
| 04 | ITA     | Daniele Masala        | 1984-1988 | 2    | 1      | 0     | 3      | individueel, team |
| 04 | URS     | Anatoli Starostin     | 1980-1992 | 2    | 1      | 0     | 3      | individueel, team |
| 07 | HUN     | Ferenc Török          | 1964-1968 | 2    | 0      | 1     | 3      | individueel, team |
| 07 | TCH CZE | János Martinek        | 1988-1996 | 2    | 0      | 1     | 3      | individueel, team |
| 09 | HUN     | Ferenc Németh         | 1960      | 2    | 0      | 0     | 2      | individueel, team |
| 09 | POL     | Arkadiusz Skrzypaszek | 1992      | 2    | 0      | 0     | 2      | individueel, team |
| 09 | RUS     | Andrei Moiseev        | 2004-2008 | 2    | 0      | 0     | 2      | individueel       |
| 12 | ITA     | Carlo Massullo        | 1984-1992 | 1    | 2      | 2     | 5      | individueel, team |
| 13 | SWE     | Bo Lindman            | 1924-1932 | 1    | 2      | 0     | 3      | individueel       |
| 13 | URS     | Boris Onischtschenko  | 1968-1972 | 1    | 2      | 0     | 3      | individueel, team |
| 15 | HUN     | Imre Nagy             | 1960-1964 | 1    | 1      | 1     | 3      | individueel, team |

### Op één onderdeel
Vier mannen wonnen drie of meer medailles op één onderdeel. Van de mannen die twee keer een medaille wonnen zijn Lars Hall en Andrei Moiseev de enigen die twee gouden medailles wonnen.
| 3 of meer medailles | 3 of meer medailles | 3 of meer medailles                     | 3 of meer medailles                                   | 3 of meer medailles |
| NOC                 | Olympiër            | Jaren                                   | Medailles                                             | Onderdeel           |
| ------------------- | ------------------- | --------------------------------------- | ----------------------------------------------------- | ------------------- |
| SWE                 | Bo Lindman          | 1924, 1928, 1932                        | Goud · Zilver · Zilver                                | individueel         |
| URS                 | Igor Novikov        | 1956, 1960, 1964                        | Goud · Zilver · Goud                                  | team                |
| HUN                 | András Balczó       | 1960, 1968, 1972                        | Goud · Goud · Zilver                                  | team                |
| URS                 | Pavel Lednjov       | 1968, 1972, 1976, 1980 1968, 1972, 1980 | Brons · Brons · Zilver · Brons · Zilver · Goud · Goud | individueel team    |
| 2x goud             |                     |                                         |                                                       |                     |
| SWE                 | Lars Hall           | 1952, 1956                              | Goud · Goud                                           | individueel         |
| RUS                 | Andrei Moiseev      | 2004, 2008                              | Goud · Goud                                           | individueel         |

### Medaillespiegel
N.B. Medaillespiegel is bijgewerkt tot en met de Olympische Spelen van 2024.
| Plaats | Land              | NOC    | Goud | Zilver | Brons | Totaal |
| ------ | ----------------- | ------ | ---- | ------ | ----- | ------ |
| 1      | Hongarije         | HUN    | 10   | 8      | 6     | 24     |
| 2      | Zweden            | SWE    | 9    | 7      | 5     | 21     |
| 3      | Sovjet-Unie       | URS    | 5    | 5      | 5     | 15     |
| 4      | Groot-Brittannië  | GBR    | 4    | 2      | 3     | 9      |
| 5      | Rusland           | RUS    | 4    | 1      | 0     | 5      |
| 6      | Polen             | POL    | 3    | 0      | 1     | 4      |
| 6      | Italië            | ITA    | 2    | 2      | 4     | 8      |
| 8      | Duitsland         | GER    | 2    | 0      | 1     | 3      |
| 9      | Litouwen          | LTU    | 1    | 3      | 1     | 5      |
| 10     | Egypte            | EGY    | 1    | 1      | 0     | 2      |
| 11     | Tsjechië          | CZE    | 1    | 0      | 1     | 2      |
| 12     | Australië         | AUS    | 1    | 0      | 0     | 1      |
| 12     | Kazachstan        | KAZ    | 1    | 0      | 0     | 1      |
| 14     | Verenigde Staten  | USA    | 0    | 6      | 3     | 9      |
| 15     | Finland           | FIN    | 0    | 1      | 4     | 5      |
| 16     | Frankrijk         | FRA    | 0    | 1      | 2     | 3      |
| 17     | Gezamenlijk team  | EUN    | 0    | 1      | 1     | 2      |
| 17     | Tsjecho-Slowakije | TCH    | 0    | 1      | 1     | 2      |
| 19     | China             | CHN    | 0    | 1      | 0     | 1      |
| 19     | Letland           | LAT    | 0    | 1      | 0     | 1      |
| 19     | Japan             | JPN    | 0    | 1      | 0     | 1      |
| 19     | Oekraïne          | UKR    | 0    | 1      | 0     | 1      |
| 23     | Wit-Rusland       | BLR    | 0    | 0      | 2     | 2      |
| 23     | Zuid-Korea        | KOR    | 0    | 0      | 2     | 2      |
| 25     | Brazilië          | BRA    | 0    | 0      | 1     | 1      |
| 25     | Mexico            | MEX    | 0    | 0      | 1     | 1      |
| Totaal | Totaal            | Totaal | 44   | 44     | 44    | 132    |

Stockholm 1912 · 
Antwerpen 1920 · 
Parijs 1924 · 
Amsterdam 1928 · 
Los Angeles 1932 · 
Berlijn 1936 · 
Londen 1948 · 
Helsinki 1952 · 
Melbourne 1956 · 
Rome 1960 · 
Tokio 1964 · 
Mexico-stad 1968 · 
München 1972 · 
Montréal 1976 · 
Moskou 1980 · 
Los Angeles 1984 · 
Seoel 1988 · 
Barcelona 1992 · 
Atlanta 1996 · 
Sydney 2000 · 
Athene 2004 · 
Peking 2008 · 
Londen 2012 · 
Rio de Janeiro 2016 · 
Tokio 2020 · 
Parijs 2024 · 
Los Angeles 2028
Medaillewinnaars
Olympische Zomerspelen
Olympische Winterspelen
Gerelateerd
Olympische Jeugdspelen · Paralympische Spelen · Deaflympische Spelen · Special Olympic World Games
IOC · COA · BOIC · NOC*NSF · NAOC · SOC